# Liro Vendelino Meurer

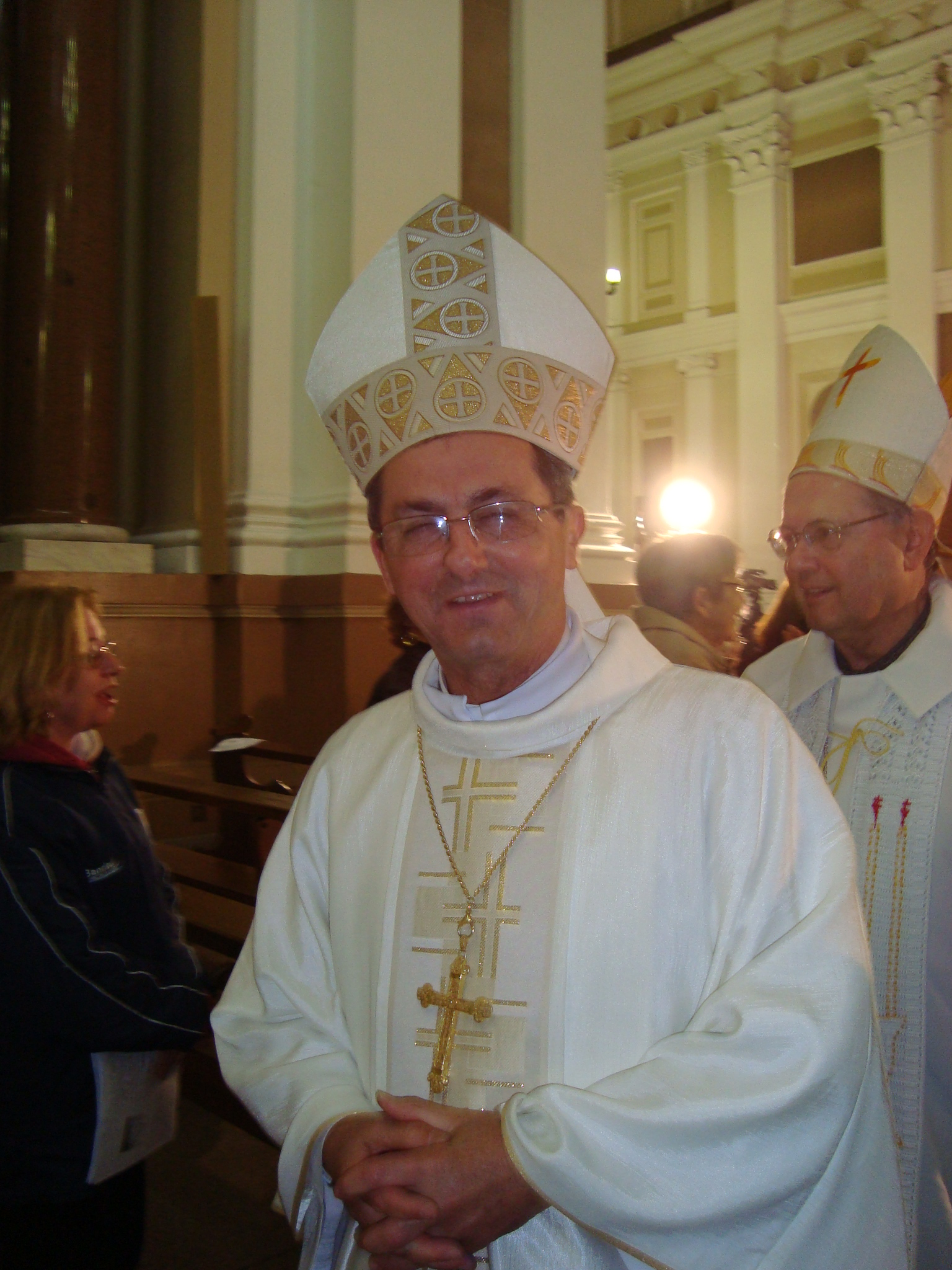
Liro Vendelino Meurer

Liro Vendelino Meurer (* 13. Juli 1954 in Salvador do Sul, Rio Grande do Sul) ist ein brasilianischer Geistlicher und römisch-katholischer Bischof von Santo Ângelo.

## Leben
Liro Vendelino Meurer empfing am 12. Dezember 1981 durch den Erzbischof von Porto Alegre, João Cláudio Colling, das Sakrament der Priesterweihe.
Am 14. Januar 2009 ernannte ihn Papst Benedikt XVI. zum Titularbischof von Thucca in Numidia und bestellte ihn zum Weihbischof in Passo Fundo. Der Erzbischof von Porto Alegre, Dadeus Grings, spendete ihm am 22. März desselben Jahres die Bischofsweihe; Mitkonsekratoren waren der Bischof von Rio Grande, José Mário Stroeher, und der Bischof von Passo Fundo, Pedro Ercílio Simon.
Papst Franziskus ernannte ihn am 24. April 2013 zum Bischof von Santo Ângelo. Die Amtseinführung erfolgte am 16. Juni desselben Jahres.